# North Atlantic Marine Mammal Commission
La North Atlantic Marine Mammal Commission (NAMMCO) est une organisation intergouvernementale régionale destinée à la conservation et à l'étude des mammifères marins en Atlantique Nord. L'accord NAMMCO est signé le 9 avril 1992 à Nuuk par la Norvège, l'Islande, le Groenland et les Îles Féroé. L'accord entre en vigueur le 8 juillet 1992.